# قوشچی، داش‌کسن
قوشچی (به لاتین: Quşçu) منطقه‌ای مسکونی در جمهوری آذربایجان است که در شهرستان داش‌کسن واقع شده است. قوشچی ۷۴۵ نفر جمعیت دارد.